# فینال جام جهانی فوتبال ۲۰۲۶
فینال جام جهانی فوتبال ۲۰۲۶، مسابقه نهایی جام جهانی ۲۰۲۶، بیست و سومین دوره رقابت‌های برتر تیم‌های ملی فوتبال مردان است که توسط فیفا برگزار می‌شود. این مسابقه قرار است در ورزشگاه متلایف در مجتمع ورزشی Meadowlands در شرق رادرفورد، نیوجرسی، نزدیک شهر نیویورک، در ۱۹ ژوئیه ۲۰۲۶ برگزار شود.

## زمینه
فیفا تاریخ فینال را ۱۶ مارس ۲۰۲۳ اعلام کرد. میزبان فینال، ورزشگاه متلایف، توسط فیفا در ۴ فوریه ۲۰۲۴ اعلام شد. این اعلام در ابتدا برای اواخر سال ۲۰۲۳ پیش‌بینی شده بود، اما به دلیل مشکلات برنامه‌ریزی به تعویق افتاد.

## محل
مکان انتخابی میزبان برای فینال ، ورزشگاه متلایف در شرق رادرفورد، نیوجرسی، ۱۰ مایل (۱۶ کیلومتر) است. غرب نیویورک. در طول مسابقات، فیفا به دلیل سیاست‌های اسپانسرینگ خود، محل برگزاری را با عنوان «ورزشگاه نیویورک نیوجرسی» معرفی خواهد کرد. ورزشگاه متلایف عمدتاً توسط نیویورک جاینتز و نیویورک جتز لیگ ملی فوتبال (NFL) از زمان افتتاح آن در سال ۲۰۰۹ مورد استفاده قرار گرفته است. ظرفیت فهرست شده ۸۲٬۵۰۰ صندلی است و پیشتر میزبان سوپر باول XLVIII در سال ۲۰۱۴ و فینال کوپا آمریکا سنتناریو در سال ۲۰۱۶ بود. این ورزشگاه میزبان هفت بازی دیگر در طول جام جهانی خواهد بود و انتظار می‌رود از خط ریلی زمین‌های علفزار، یک قطار شاتل بدون سرویس معمولی و یک قطار جدید ۳۵ دلاری استفاده کند. میلیون‌ها اتوبوس برای انتقال شرکت کنندگان از نزدیکترین مرکز حمل و نقل در سکاوکوس جونکتیون.
پیشنهاد یونایتد ۲۰۲۶ - متشکل از ایالات متحده، مکزیک و کانادا - به عنوان میزبان جام جهانی ۲۰۲۶ توسط فیفا در شصت و هشتمین کنگره فیفا در ۱۳ ژوئن ۲۰۱۸ انتخاب شد. این پیشنهاد برای استفاده از ۱۶ شهر میزبان برنامه‌ریزی شده بود که در سه کشور پخش شد و تمام مسابقات از مرحله یک چهارم نهایی به بعد در ایالات متحده برگزار شد. محل برگزاری فینال در آن زمان تأیید نشد، با توجه به نزدیک بودن به شهر نیویورک و تجربه قبلی به عنوان میزبان رویدادهای ورزشی مهم، ورزشگاه متلایف به عنوان یکی از پیشتازان اولیه معرفی شد. رقیب اصلی آن ورزشگاه سوفای بود، یک ورزشگاه جدید در اینگلوود، کالیفرنیا، نزدیک لس آنجلس، که در میان ده ورزشگاه ایالات متحده در ژوئن ۲۰۲۲ اعلام شد. رز باول در پاسادنا، کالیفرنیا، میزبان فینال مردان در سال ۱۹۹۴ و فینال زنان در سال ۱۹۹۹، به دلیل سنش انتخاب نشد.
ورزشگاه سوفای اساساً برای فوتبال آمریکایی با زمینی به ۶۹ یارد (۶۳ متر) طراحی شده است عرض - باریکتر از ابعاد توصیه شده فیفا. طبق گزارش رسانه‌ها، مالک ورزشگاه، شرکت ورزشی و تفریحی کرونکی، نیز از قرارداد تقسیم درآمد پیشنهادی فیفا ناراضی بود و تهدید کرد که برنامه‌های خود را برای میزبانی مسابقات جام جهانی لغو خواهد کرد. در اوایل سال ۲۰۲۳، ورزشگاه ای‌تی‌اندتی در منطقه دالاس به دلیل ظرفیت بالای ۹۰٬۰۰۰ صندلی و بازسازی‌های برنامه‌ریزی شده برای گنجاندن میدان وسیع تری، به عنوان میزبان بالقوه فینال ظاهر شد. در ژانویه ۲۰۲۴، ورزشگاه متلایف برنامه‌های مشابهی را برای گسترش میدان خود برای جام جهانی با حذف ۱٬۷۴۰ صندلی در گوشه‌ها اعلام کرد. بر اساس گزارش د اتلتیک ، انتخاب ورزشگاه متلایف برای مقامات محلی «غافلگیرکننده» بود و آنها یک جشن کوچک برای تماشای این اعلامیه ترتیب ورزشگاه. پیشنهاد دالاس مورد اقبال قرار گرفت - و شایعات به عنوان برنده در ژانویه منتشر شد - و شامل پخش همزمان مسابقه در دو مکان مجاور برای افزایش درآمد بلیط بود.

## بازی

### جزئیات
۱۹ ژوئیه ۲۰۲۶